# Monte Mor
Monte Mor es un municipio brasileño del estado de São Paulo. Se localiza a una latitud 22º56'48" sur y a una longitud 47º18'57" oeste, estando a una altitud de 560 metros. Su población estimada en 2006 era de 46.047 habitantes. Posee un área de 240,8 km². Monte Mor forma parte de la Región Metropolitana de Campinas (RMC) inserta en la V Región Administrativa del estado de São Paulo.

## Demografía
Datos del Censo - 2000
- Densidad demográfica (hab./km²): 155,07
- Mortalidad infantil hasta 1 año (por mil): 14,08
- Expectativa de vida (años): 72,20
- Tasa de fertilidad (hijos por mujer): 2,08
- Tasa de Alfabetización: 89,59%
- Índice de Desarrollo Humano (IDH-M): 0,783
- IDH-M Salario: 0,700
- IDH-M Longevidad: 0,787
- IDH-M Educación: 0,862

## Carreteras
- SP-101 - Carretera Periodista Francisco Aguirre Proença
- SP-127

## Administración
- Prefecto: Rodrigo Maia Santos del PSDB(2005/2012)
- Viceprefecto: Carlos Roberto Brevi del PSDB (2005/2012)
- Presidente de la cámara: Rogério Maluf (2009/2010)